# SC&C Partner
SC&C Partner, spol. s r.o. je česká vzdělávací a poradenská firma.  Začátky společnosti  SC&C Partner, spol. s r.o. sahají do roku 1997, kdy byla součástí pražské firmy SC&C zabývající se sociologickým a marketingovým průzkumem. Zkratka SC&C vznikla z názvu Statistical Consulting and Computing. V roce 2005 se společnost od firemní matky osamostatnila a vznikla firma SC&C Partner. Nejprve klientům byla nabízena statistická analýza dat v oblasti kvality, produktivity, marketingových, sociologických a psychologických výzkumů. 
Když se Vilém Patloka potkal s Martinem O'Malleym, který byl v té době jedním z prvních, kteří v Česku drželi titul Master Black Belt, byla zahrnuta do služeb metodika Lean Six Sigma a Lean design. V roce 2008 se společnost zaměřila na inovace a posílila tým odborníků se zaměřením na řízení a podporu vývojových a výrobních činností mezinárodních společností.
Společnost klade velký důraz na vysokou kvalifikaci odborníků, kteří jsou experty na metodiku a zároveň mají bohaté zkušenosti z vysokých manažerských postů nadnárodních firem. Unikátně spojuje znalosti z technických, ekonomických a humanitních oborů. Nabízí kompletní služby, které zvýší efektivitu, kvalitu a návratnost vynaložené práce a investic. Jako jedna z mála konzultačních firem využívá originální materiály přímo od tvůrců, které zaručují správnou interpretaci a aplikaci užívaných metod

## Metodologie
- Lean
- Six Sigma
- Statistika

## Školení na míru
- 5S – Pořádek na pracovišti

- APQP a PPAP – Plánování kvality výrobku Archivováno 20. 7. 2020 na Wayback Machine.
- Belbin – Jak sestavit tým Archivováno 20. 7. 2020 na Wayback Machine.
- Blue Ocean Strategy Archivováno 9. 11. 2018 na Wayback Machine.
- Design for Six Sigma - Green Belt
- DOE – Plánovaný experiment Archivováno 20. 7. 2020 na Wayback Machine.
- FMEA – Jak omezit výskyt vad
- G8D a QRQC
- Korelační a regresní analýza statistických dat Archivováno 20. 7. 2020 na Wayback Machine.
- Lean Six Sigma – Black Belt
- Lean Six Sigma – Green Belt
- Lean Six Sigma – Yellow Belt
- Lean Six Sigma – Green Belt (in English) Archivováno 20. 7. 2020 na Wayback Machine.
- Lean Six Sigma – Green Belt for Administrative Staff Archivováno 20. 7. 2020 na Wayback Machine.
- Lean Six Sigma – Green Belt v administrativě Archivováno 20. 7. 2020 na Wayback Machine.
- MSA – Analýza systému měření Archivováno 17. 3. 2018 na Wayback Machine.
- QFD – Jak na vývoj produktů Archivováno 20. 7. 2020 na Wayback Machine.
- RCA – Analýza kořenových příčin
- SPC – Regulační diagramy a způsobilost Archivováno 20. 7. 2020 na Wayback Machine.
- Statistická analýza dat v Excelu Archivováno 20. 7. 2020 na Wayback Machine.
- Statistika pro pokročilé (ucelený kurz) Archivováno 10. 8. 2020 na Wayback Machine.
- Statistika pro začátečníky a středně pokročilé (ucelený kurz) Archivováno 20. 7. 2020 na Wayback Machine.
- Statistika v Minitabu pro administrativu Archivováno 20. 7. 2020 na Wayback Machine.
- Testování statistických hypotéz Archivováno 20. 7. 2020 na Wayback Machine.
- TPM – Údržba a efektivita strojů
- TRIZ – Systematická a kreativní inovace
- Vyhodnocení dat s nenormálním rozdělením Archivováno 7. 5. 2017 na Wayback Machine.
- Základy statistických metod Archivováno 20. 7. 2020 na Wayback Machine.